# 金澤大學
金澤大學（日语：／ Kanazawa daigaku），簡稱金大（きんだい），是一所本部位於石川縣金澤市的日本國立大學，前身是1862年由蘭學醫生黑川良安創辦的加賀藩彦三種痘所。
新制金澤大學1949年由6所大學、專科、師範與高等學校合併而成，現時為北陸地方及日本海一側學術實力最強的綜合大學，日本文部科學省「超級全球大學」計劃牽引型成員之一。
為日本「舊六醫科大學（舊官六）」之一，代表日本醫學教育的最高水平。與岡山大學、千葉大學和廣島大學並稱為上位地方國立大學群「金岡千廣」。

## 源流
自江戶時代開始，金澤地區的加賀藩歷代前田氏藩主，雖受封大名中最高的，卻仍對江戶幕府心存忌憚，因而採取了弱化武裝（金澤城天守閣因大火燒毀後亦未重建）而重視文化、手工藝和教育的政策，以示對幕府的順從，發達的手工藝和良好的教育環境曾獲幕府重臣新井白石「天下書府」之稱譽。
1874年（明治7年），作為今教育學類前身的金澤高等師範學校和石川青年師範學校設立。1876年，金澤醫院的醫學生教育被分離出來成為金澤醫學所，1879年改稱為金澤醫學校。1887年（明治20年），設立官立第四高等中學校，是當時北陸地區乃至全國的最高學府之一，為現人間社會學域和理工學域的前身；1901年，當時各高等學校的醫學部被分離成醫學專門學校，故該校也分離並設為金澤醫學專門學校。
1911年（明治44年），金澤醫專獲帝國議會同意改制為「北陸帝國大學」，但計畫因第二次世界大戰爆發、財政困難而擱置，最終取消。1923年（大正12年），將官立舊制金澤醫專改制為金澤醫科大學，為今醫藥保健學域的前身。1920年（大正9年）設立金澤高等工業學校，為理工學域前身之一。隨著1945年日本於第二次世界大戰戰敗，在盟軍對日本教育的改革命令下，將上述諸學校及石川師範學校合並，設立新制金澤大學。因最初校區設在今作為名勝的金澤城郭內，被稱為。

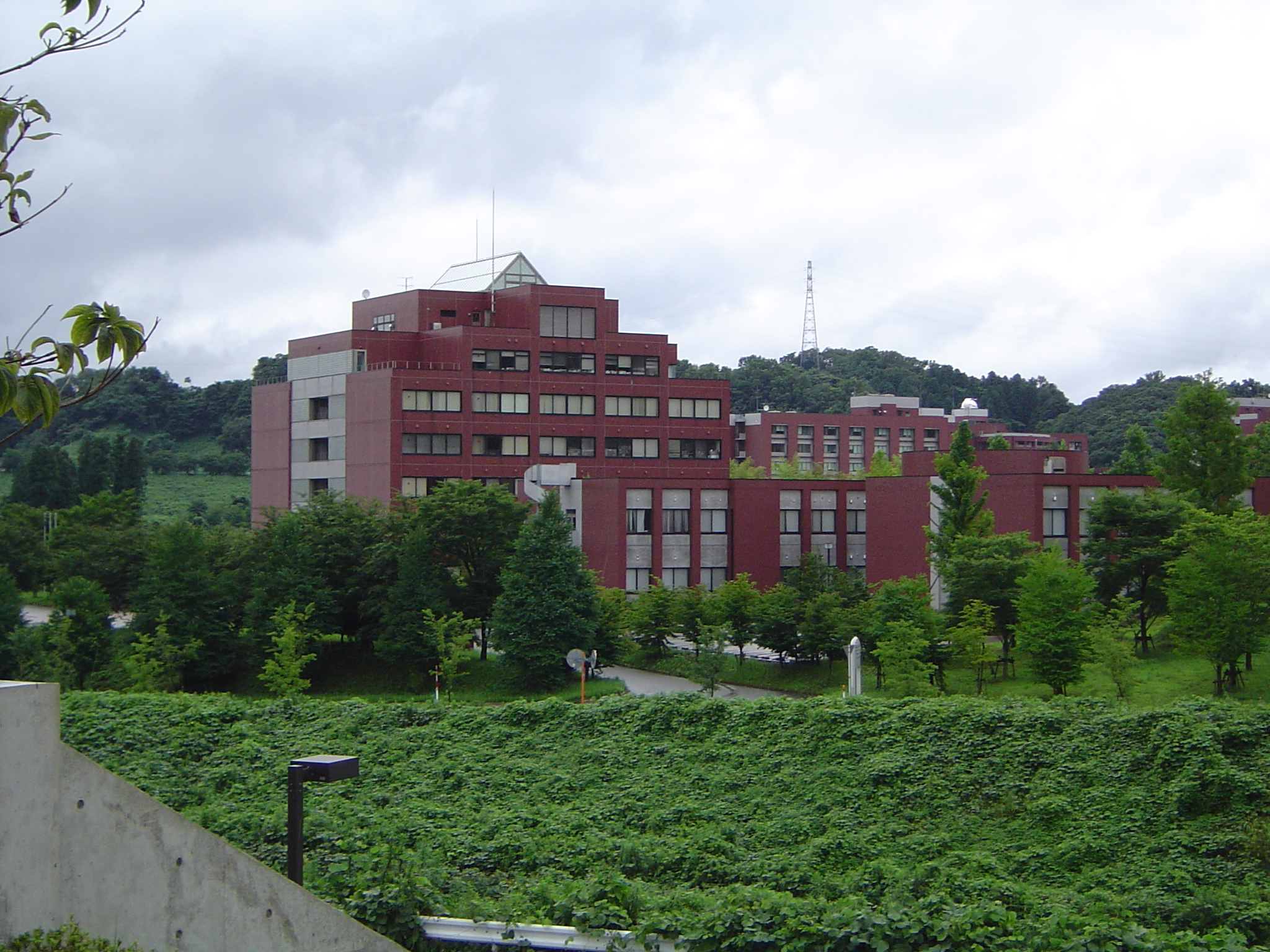
金澤大學本部棟

## 象征
大學的象征是常用於古羅馬和古希臘藝術品裝飾的老鼠簕葉（日語：アカンサス；英語：Acanthus），花語為「the fine arts」。電子校務系統（Acanthus Portal）、連接各校區的廊橋（North/South Acanthus Interface），乃至校內馬拉松都使用此名。
在文學藝術作品中，常用「石川大學」、「能登大學」等名稱代指本校。

### 校徽
金澤大學校徽中央為圖案化「大學」字樣，四角飾有老鼠簕葉圖案，顏色為 茄紺色（RGB: 28,50,77）
1949年，為了給新制金澤大學設計校徽，請當時的金澤美術工藝專門學校校長森田龜之助、同校講師森嘉紀和當時石川縣立工藝高等學校校長羽野祯三合作設計，於1949年8月確定采用。

### 校旗
校旗以茄绀色為底色，中央為白色校徽圖案。通常於重大活動時使用。

## 沿革
- 1862年 越中國的蘭學醫生黑川良安創立加賀藩彦三種痘所
- 1870年 改組為金澤醫學館
- 1874年 創立石川師范學校
- 1887年 創立第四高等學校
- 1901年 第四高等學校醫學部分立為金澤醫學專門學校（後成為金澤醫科大學）
- 1921年 創立第十一高等工業學校（後成為金澤工業專門學校）
- 1944年 創立石川青年師范學校・金澤高等師范學校
- 1949年 第四高等學校・石川師范學校・石川青年師范學校・金澤高等師范學校・金澤醫科大學・金澤工業專門學校合並成新制金澤大學，設有法文・教育・理・醫・藥・工學部等6學部
- 1980年 法文學部分立為法學部・文學部
- 1989年 文學部・法學部・經濟學部搬遷至角間地區
- 1992年 教育學部・理學部搬遷至角間地區
- 1993年 教養部搬遷至角間地區
- 1994年 事務局搬遷至角間地區，所有機構均搬遷完畢
- 1995年 設立醫學部保健學科
- 2004年 設立國立大學法人金澤大學
- 2008年 撤銷原有8學部，改組為3學域16學類，學域制使用至今
- 2018年 理工學域學類改組，撤銷電子信息學類、環境設計學類和自然系統學類，改組為電氣信息通信學類、開拓工學類、地球社會基盤學類和生命理工學類。

## 校區
校區之間有相當的距離，開有定期巴士往返於各校區之間。
金澤市內主要公共交通機關北鐵巴士亦於角間校區內設有三個公交站，為學生主要通學方式。

### 角間校區
本部、人間社會學域、理工學域、醫薬保健學域一部
地址：金澤市角間町
角間校區分為北地區、中地區和南地區，地區之間由雙層廊橋連接。各地區均有食堂等單獨的生活設施以便使用。
北地區主要設置有共通教育講義棟、人間社會學域及大學院；中地區為大學行政本部和自然科學研究科一部；南地區則為理工學域、醫藥保健學域一部及自然科學研究科所在地。
因北陸地區多雨雪，角間校區建有完備的地下通道，可通達任何一座主要建築物。

### 寶町校區
醫薬保健學域
地址：金澤市寶町
金澤大學附屬醫院亦坐落於此。

### 鶴間校區
醫薬保健學域
地址：金澤市小立野

## 組織結構

### 學域
金澤大學現行一級學部劃分稱「學域」，學域下屬分為若干「學類」，大學共劃有3學域16學類。每個學類下又細分不同專門課程（コース，Course），大學2年級（部分學類為3年級）後，依個人志願和成績評價將學生分配至不同課程。
| 学類       | 人文學類     | 法學類         | 經濟學類           | 學校教育學類     | 地域創造學類   | 國際學類 |
| ---------- | ------------ | -------------- | ------------------ | ---------------- | -------------- | -------- |
| コース     | 心理學       | 公共法政策     | 經濟理論・經濟政策 | 國語教育專修     | 福利管理       | 國際社會 |
| 人類科學   | 企業關系法學 | 經營・信息     | 理科教育專修       | 環境共生         | 日本・日語教育 |          |
| 現場文化學 | 綜合法學     | 比較社會經濟學 | 保健體育專修       | 地域規劃         | 亞洲           |          |
| 歷史文化學 |              |                | 教育基礎專修       | 觀光學・文化繼承 | 英美           |          |
| 語言文化學 |              |                | 社會科教育專修     | 健康體育         | 歐洲           |          |
|            |              |                | 音樂教育專修       |                  |                |          |
|            |              |                | 家政教育專修       |                  |                |          |
|            |              |                | 特別支援教育專修   |                  |                |          |
|            |              |                | 數學教育專修       |                  |                |          |
|            |              |                | 美術教育專修       |                  |                |          |
|            |              |                | 英語教育專修       |                  |                |          |

| 学類     | 數物科學類 | 物質化學類 | 機械工學類       | 開拓工學類 | 電子信息通信學類 | 地球社會基盤學類 | 生命理工學類 |
| -------- | ---------- | ---------- | ---------------- | ---------- | ---------------- | ---------------- | ------------ |
| コース   | 數學       | 化學       | 機械創造學       | 智能機械化 | 電氣電子學       | 地球行星科學     | 生命系統     |
| 物理學   | 應用化學   | 機械數理學 | 生物機械電子學   | 信息通信學 | 土木防災學       | 海洋生物資源     |              |
| 計算科學 |            | 能源機械   | 材料設計學       |            | 環境都市學       | 生物工學         |              |
|          |            |            | 計測控制系統設計 |            |                  |                  |              |
|          |            |            | 人類・生態系統學 |            |                  |                  |              |
|          |            |            | 奈米傳感學       |            |                  |                  |              |

| 学類   | 醫學類（6年制） | 藥學類（6年制） | 保健學類 |
| ------ | --------------- | --------------- | -------- |
| コース |                 | 創藥科學類      | 看護學   |
|        |                 | 放射線技術科學  |          |
|        |                 | 檢查技術科學    |          |
|        |                 | 理學療法學      |          |
|        |                 | 運動療法學      |          |

### 大學院
| 研究科       | 人間社會環境研究科 | 自然科學研究科 | 醫藥保健學綜合研究科 | 先進預防醫學研究科 | 聯合小兒發達學研究科 | 法務研究科 | 教職實踐研究科 | 新技術創成研究科 |
| ------------ | ------------------ | -------------- | -------------------- | ------------------ | -------------------- | ---------- | -------------- | ---------------- |
| 專攻         | 人文學             | 數物科學       | 醫科學               |                    |                      |            |                |                  |
| 法學・政治學 | 物質化學           | 藥學           |                      |                    |                      |            |                |                  |
| 經濟學       | 機械科學           | 保健學         |                      |                    |                      |            |                |                  |
| 地域創造學   | 電子信息科學       |                |                      |                    |                      |            |                |                  |
| 國際學       | 環境設計學         |                |                      |                    |                      |            |                |                  |
|              | 自然系統學         |                |                      |                    |                      |            |                |                  |

## 教育研究設施

### 附屬機構
- 金澤大學附屬醫院
- 附屬學校群
  - 附屬幼兒園
  - 附屬小學校
  - 附屬中學校
  - 附屬高等學校
  - 附屬護理學校
  - 教育實踐綜合中心
- 附屬圖書館 
  - 中央圖書館
  - 自然科學圖書館
  - 醫學圖書館
- 癌症研究所
- 環日本海域環境研究中心

### 研究域附屬研究中心
- 人間社會研究域附屬地域政策研究中心
- 人間社會研究域附屬國際文化資源學研究中心
- 理工研究域生物AFM先端研究中心
- 理工研究域可再生能源研究中心
- 醫藥保健研究域附屬健康增進科學中心

### 校內共同教育研究設施
- 綜合媒體基礎中心
- 環日本海域環境研究中心
- 校際科學實驗中心
- 兒童心理健全研究中心
- 先進預防醫學研究中心
- 地域協作推進中心
- 環境保全中心

### 校內共同利用設施
- 極低溫研究室
- 埋藏文化財調查中心
- 資料館
- 技術支援中心

### 其他附屬設施
- 保健管理中心
- 國際基幹教育院
- 先端科學・創新推進機構
- 新學術創成研究機構
- 男女共同職業設計實驗室
- ICT教育推進室
- 創立50周年紀念館「角間の里」
- 國際機構留學生中心
- 設備共同利用推進室
- 國際交流會館
- 角間迎賓館
- 金澤大學廣播中心
- 校友支援室
- 辰口共同研修中心
- 東京事務所

## 國際交流

### 大學間交流協定
以下列出部分與金澤大學締結交流協定的大學。
 中華民國
- 國立台灣大學
- 國立政治大學
- 國立清華大學
- 國立台灣師範大學
- 輔仁大學
- 台北醫學大學

| 中华人民共和国 |
| --- |
| - 北京大學 - 中國科學院地理科學・資源研究所 - 南京大學 - 同濟大學 - 南開大學 - 四川大學 - 大連理工大學 - 華南理工大學 - 中國人民大學 - 華東理工大學 - 上海理工大學 - 重慶大學 - 吉林大學 - 大连大学 - 東華大學 - 北京師范大學 - 北京工業大學 - 北京語言大學 - 上海對外經貿大學 - 蘇州大學 - 延邊大學 - 哈爾濱醫科大學 - 浙江工業大學 - 西安電子科技大學 |

- 東亞大學
- 釜山大學
- 韓國地質資源研究院
- 釜慶大學
- 湖西大學
- 漢陽大學
- 全北大學

 美国
- 賓夕法尼亞大學
- 紐約州立大學水牛城分校
- 威廉與瑪麗學院
- 塔夫茨大學
- 內華達大學雷諾分校
- 伊利諾伊大學

 英國
- 利物浦約翰摩爾斯大學
- 謝菲爾德大學

 加拿大
- 育空學院
- 蒙特利爾大學

 法國
- 洛林大學
- 奧爾良大學

 德国
- 錫根大學
- 雷根斯堡大學

- 澳大利亞國立大學
- 墨爾本皇家理工大學
- 格裡菲斯大學
- 悉尼科技大學
- 新英格蘭大學
- 麥覺理大學

 俄羅斯
- 喀山联邦大学
- 俄羅斯科學院遠東支部
- 阿尔泰国立大学

 芬兰
- 於韋斯屈萊大學
- 阿爾托大學

### 部局間交流協定
以下列出部分與金澤大學各學域、前學部或研究所締結交流協定的大學或研究機關。

#### 人間社會學域
含其前身文學部、教育學部、法學部及經濟學部。
- 牛津大學彭布羅克學院
- 普林斯頓大學東洋學部
- 杜塞爾多夫大學
- 萊頓大學人文學部
- 挪威科學技術大學社會科學・經濟管理學部
- 國立臺灣大學社會科學院
- 國立政治大學法學院
- 國立政治大學國際事務學院
- 浙江大学人文学院
- 中山大学地理科学与規画学院
- 東北師范大學社會科學部
- 雲南民族大學民族文化學院
- 翰林大學人文學院
- 韓國體育大學

#### 理工學域
含其前身工學部及理學部。
- 清華大學環境學院
- 清華大學建築學院
- 浙江大學理學部
- 浙江大学信息・電子工程学院
- 復旦大學社會發展與公共政策學院
- 復旦大學上海腫瘤醫院
- 上海理工大學機械工程學
- 山東大學工學部
- 國立政治大學社會科學院
- 國立台北科技大學工程學院
- 韓國科學技術院工學部
- 慶熙大学理学部
- 檀國大學工學部
- 俄國理論實驗物理學研究所
- 伊爾庫茨克大學

#### 醫療保健學域
含其前身醫學部。
- 加利福尼亞大學戴維斯分校
- 復旦大学上海医学院
- 中國醫科大學
- 南方醫科大學
- 首尔大学癌症研究所
- 首尔大学癌症微小环境研究中心
- 蔚山大學醫學部
- 極東醫科大學

## 評價
作為北陸地區大學之代表，和其他三所著名地方國立大學岡山大學、千葉大學、廣島大學組成上位地方國立大學群「金岡千廣」。同時由於有過升格為帝國大學的計劃，也被稱為「第八帝國大學」。
| 大学排行榜                       | 排名年份 | 排行榜總排名 | 日本国内排名 |
| -------------------------------- | -------- | ------------ | ------------ |
| QS世界大学排名                   | 2018年   | 551-600      | 19           |
| 泰晤士高等教育世界大学排名日本版 | 2018年   |              | 20           |
| 世界大學論文引用排名（CWTS）     | 2014年   |              | 9            |
| 上海交大世界大學學術排名（ARWU） | 2013年   | 401-500      | 16           |
| Nigel Ward 日本大學排名          | 2001年   |              | 15           |

## 關聯事項

### Angel Beats!取材地
為2010年4月播出的由麻枝准原作、岸诚二导演、P.A.Works制作之動畫Angel Beats!的背景取材地。

### 駅弁大学
1945年在大日本帝國於第二次世界大戰戰敗後，盟軍最高司令官總司令部主導的學制改革下，在日本推行「一縣一大學」政策。在此影響下，除原有本土七座帝國大學及私立大學外，各縣均至少新設了一所國立大學，因各縣縣廳所在地同時也多是日本國有鐵道急行線路停靠站，出現了「一站一大學」的現象，因此對這些新設的國立大學冠以「駅弁大学」的揶揄稱呼（「駅弁」即在車站販賣的便當）。金澤大學便是其中較為著名的一所。

## 著名校友
參見金澤大學出身人物列表（日語）
- 高安右人 - 醫學家，大動脈炎的發現者
- 崎田文二（日语：崎田文二） - 物理學家
- 奥村善久（日语：奥村善久） - 查爾斯·斯塔克·德雷珀獎得主
- 中澤正隆 - 諾貝爾物理學獎候選人，日本東北大學特聘教授
- 米澤穂信 - 著名推理作家